# Langadás
Langadás (en grec moderne : Λαγκαδάς) est une ville et un dème situé dans la périphérie de Macédoine-Centrale en Grèce. Le dème actuel est issu de la fusion en 2011 entre les dèmes d'Ássiros, de Kallíndia, de Korónia, de Lachanás, de Langadás, de Sochós et de Vertískos.

Selon le recensement de 2011, la population du dème s'élève à 41 103 habitants tandis que celle de la ville compte 7 764 habitants.